# Mason Verger
Mason R. Verger es un personaje ficticio y el principal antagonista de la novela de 1999 de Thomas Harris: Hannibal.

## Historia
Mason Verger es el hijo de Margot Verger y Molson Verger, un millonario vendedor de carnes y reses en la novela Hannibal. Es un pedófilo sádico y villano principal de la novela (sin tomar en cuenta al antagonista de la serie y protagonista de la novela Hannibal Lecter).
Desde pequeño, el padre de Verger le permitía ver los sacrificios de ganado que se hacían en los establos, saciando el deseo sádico de Mason.
Mason repetidamente abusaba sexualmente de su hermana menor Margot mientras crecía. Él la sodomizaba con una barra de chocolate. Ya adulto, Mason hereda el cargo del negocio de su padre, "empacadoras de carne". Mason forma un campamento de verano infantil para poder atraer más niños y abusar de ellos. Durante este tiempo, Verger afirma también, que ha viajado por todo el mundo, participando en ceremonias y ritos como la representación de la crucifixión.
A mediados de la década de 1970, varias de las víctimas de Verger se dieron a conocer a las autoridades, lo que provocó que fuera a juicio. Él utilizó su influencia para evitar la prisión, pero se vio obligado a completar el servicio a la comunidad y someterse a la terapia obligatoria con el Dr. Hannibal Lecter, ordenada por la corte. 
Verger invita a Lecter a su casa en Owings Mills. Después de que Verger le muestra el lazo que utiliza para realizar la asfixia autoerótica, Lecter le pide que demuestre el procedimiento. Verger se cuelga de la soga y se masturba. Después Lecter droga a Mason con una sustancia llamada Popper, que él utiliza para después convencerlo de rebanar su propio rostro y pelarlo con un trozo de espejo para alimentar a los perros de la compañía. Verger también se saca un ojo para dárselo de comida a los perros. Lecter lo remata mediante la manipulación de la cuerda para romper el cuello. Sorprendentemente, Verger sobrevive, pero con un aspecto horrible desfigurado (siendo su ojo izquierdo la única parte de su rostro que conserva un aspecto relativamente similar a cómo estaba antes del ataque) y dependiente terapéutico en un equipo de soporte de vida.
A raíz de su muerte cercana, Mason afirma que se ha convertido en un cristiano seguidor de Jesús y resignado a su nueva vida, aunque sigue participando en cualquiera de sus perversiones y conductas pecaminosas (no necesariamente sexuales) que su discapacidad le permita. Él toma un nuevo socio, Cordell, un médico suizo que también es un delincuente sexual. Durante este tiempo, Margot, de mala gana, vuelve al lado de su hermano como su guardaespaldas. Ella lo hace con el fin de convencerlo de donar su esperma a su pareja lesbiana, a fin de tomar ventaja de una estipulación en la voluntad de su padre que le niega cualquier herencia, pero establece que su patrimonio y oficinas de negocios irá a los hijos que Mason podría tener.
Según la policía, Verger es una de solo dos de las víctimas de Lecter que sobrevivió. Debido a su condición, Verger no puede identificar a Lecter como su atacante hasta que el médico sea capturado. Verger nunca emite una declaración en el juicio de Lecter (gracias a lo cual, terminó en el Hospital Psiquiátrico de Baltimore en lugar de en prisión). Con un plan secreto, Verger comienza la planificación para capturar y ejecutar a Lecter por sí mismo. Se inventa un elaborado plan para que Lecter sea devorado vivo por los jabalíes, especialmente criados.
Cuando Lecter reaparece siete años después de escapar, a través de una carta enviada a Clarice Starling, Verger comienza la búsqueda de su objetivo con el fin de adelantársele al FBI. Un detective italiano de nombre Rinaldo Pazzi, localiza a Lecter en Florencia, Italia, donde vive bajo el alias de "Dr. Fell". Junto con los criadores de jabalíes, Pazzi intenta secuestrar a Lecter con el fin de conseguir la recompensa que está ofreciendo Verger. Sin embargo, Lecter descubre el plan, asesinando a Pazzi, a uno de los criadores y a un drogadicto al que Pazzi encomendó a conseguir huellas dactilares de Lecter.
Lecter regresa a Estados Unidos, en donde es secuestrado por Mason y atado a la tan esperada trampa. Cuando él está a punto de ser devorado por los jabalíes, Clarice Starling lo rescata pero ella termina herida.
Verger es asesinado por su hermana Margot, que visita a Lecter antes de su fuga y éste le propone asesinarlo. Margot lo mata asfixiándolo con una anguila eléctrica y dejándolo morir ahogado en su propia sangre. Margot consigue el esperma de Mason para después heredar su propiedad.

## Adaptación de cine
Mason Verger fue interpretado por Gary Oldman en la adaptación de 2001 Hannibal.
La película cuenta con numerosos cambios en la novela, destacándose la omisión del personaje de Margot Verger. En la película, Mason es asesinado por el Dr. Cordell Doemling (una combinación de Cordell y Doemling, dos personajes separados en la novela), su médico personal y su asistente. Lecter convence a Cordell de empujar a Verger de su silla de ruedas al pozo de los jabalíes, donde es devorado. Lecter utiliza la frase: "¡Podrás decir que fui yo!", en realidad para engañar a Cordell, puesto que al hacerlo este no tendría la prueba esencial para probar esta afirmación: las huellas de Lecter en la silla de ruedas, pese a que significaba una mayor seguridad para Cordell, ya que siendo médico de cabecera de Mason no tendría nada de anormal hallar sus huellas en la silla.

## Adaptación de televisión
Fue interpretado por Michael Pitt en la serie de televisión Hannibal durante la segunda temporada, en la tercera hubo un cambio de actor y el encargado de interpretarlo pasó a ser Joe Anderson
- Datos: Q4572479